# Repenye
Repenye (más néven Ripinye, ukránul: Репінне [Repinne]), oroszul: Репинное [Repinnoje], szlovákul: Repiňe) falu Ukrajnában, Kárpátalján, a Huszti járásban.

## Fekvése
Ökörmezőtől 7 km-re északnyugatra a Repinka-patak Nagy-ágba torkollásánál fekszik, Hegyfok (Gyilok), Szárazpatak (Szuha) és Vízköz (Szolyma) tartozik hozzá.

## Története
Repenye (Ripinye) kenézi telepítésű falu, melyet még a 15. században telepítettek a Lipcsei földesurak: a Bilkei, Lipcsei, Bilkei Gorzó és Urmezei családok. 1457-ben a Bilkeiek és az Urmezeiek pereskedtek érte, valamint Kelecsény és Vizköz falvakért, mely falvakat később maguk közt egyenlő részre osztották fel.
1910-ben 1626, többségben ruszin lakosa volt, jelentős német kisebbséggel. A trianoni békeszerződésig Máramaros vármegye Ökörmezői járásához tartozott.

## Nevezetességek
- Görögkatolikus temploma 1800-ban épült Szent Demeter tiszteletére. A templom hosszúhajós elrendezésű. Hármas, csökkenő magasságú tömegtagolódású. A hajót a megkettőzött tornác a torony vonaláig övezi. A hajó bejárati része felett a tetőzet folytatásaként emelkedik ki a magas, négyzet alakú, galériás torony, mely sokszögű gúlasisakkal fedett.